# Пшитковиці
Пшитковиці (пол. Przytkowice) — село в Польщі, у гміні Кальварія-Зебжидовська Вадовицького повіту Малопольського воєводства.
Населення — 2578 осіб (2011).
У 1975—1998 роках село належало до Бельського воєводства.

## Географія
На південно-східній околиці села бере початок річка Могилка.

## Демографія
Демографічна структура станом на 31 березня 2011 року:
|          | Загалом | Допрацездатний вік | Працездатний вік | Постпрацездатний вік |
| -------- | ------- | ------------------ | ---------------- | -------------------- |
| Чоловіки | 1260    | 290                | 863              | 107                  |
| Жінки    | 1318    | 320                | 747              | 251                  |
| Разом    | 2578    | 610                | 1610             | 358                  |